# Гулиев, Джамиль Багатур оглы
Джамиль Багатур оглы Гулиев (азерб. Cəmil Bahadur oğlu Quliyev; 16 декабря 1927, Шуша, Азербайджанская ССР, СССР — 27 декабря 2010 года, Баку, Азербайджан) — советский и азербайджанский историк и политик. Доктор исторических наук, профессор, академик НАН Азербайджана. Заслуженный деятель науки Азербайджанской ССР (1982). Лауреат Государственной премии Азербайджанской ССР (1974).

## Образование
После окончания школы в 1944 году поступил на исторический факультет Азербайджанского государственного университета. С 1946 года продолжил обучение в Московском государственном университете имени М. В. Ломоносова. С 1949 по 1952 год аспирант МГУ. В 1952 году защитил кандидатскую, а в 1971 году докторскую диссертацию по специальности «Отечественная история».

## Преподавательская и научная деятельность
С 1952 по 1972 год преподаватель, доцент, профессор Азербайджанского государственного университета. C 1953 года одновременно старший научный сотрудник Института истории партии при ЦК КП Азербайджана-филиал Института марксизма-ленинизма при ЦК КПСС, а с 1958 года заместитель директора по научной части. С 1972 по 1978 год Джамиль Гулиев был директором Института истории АН Азербайджана. С 1975 по 1988 год был главным редактором Азербайджанской советской энциклопедии. В 1988—1989 годах ректор Азербайджанского государственного университета.
Основные научные работы:
- «Борьба КП за осуществление национальной политики в Азербайджане» (1918—1920 года);
- «Образование Закфедерации»;
- «Империализм дөврүнүн биринҹи халг ингилабы»  (азерб.);
- «К истории образования Второй Республики Азербайджана»;
- «Азербайджанская Республика» (1918—1920 года), 6-й том «Истории Азербайджана».

Всего опубликовал 103 научные работы.
Был главным редактором всех 10 томов Азербайджанской советской энциклопедии, заместителем председателя редакционного совета 7-томника «История Азербайджана».
В 1972 году Джамиль Гулиев был избран членом-корреспондентом АН АзССР по дисциплине «Отечественная история». В 1980 году по той же дисциплине его избирают действительным членом АН АзССР. С 1976 по 1990 год вице-президент АН Азербайджана. С 1997 года член президиума Национальной академии наук Азербайджана.

## Награды
- Орден «Независимость» (14 декабря 2005) — за заслуги в развитии азербайджанской науки[1]
- Орден «Слава» (17 декабря 1997) — за заслуги в развитии азербайджанской науки[2]
- Орден Трудового Красного Знамени (13 мая 1981)
- Заслуженный деятель науки Азербайджанской ССР (2 декабря 1982)[3]
- Государственная премия Азербайджанской ССР (1974)